# Faye (Vorname)
Faye ist ein weiblicher Vorname.

## Ursprung
Faye bedeutet von altenglisch „fae“ = “die Fee” + lateinisch „fatum“ = “das Schicksal” oder kombiniert “die Fee des Schicksals”

## Häufigkeit
Der Name ist überwiegend im angloamerikanischen Raum verbreitet. In den Geburtsjahrgängen 2010 bis 2020 wurde Faye in Deutschland ungefähr 300 Mal als erster Vorname vergeben.

## Namensträgerinnen
- Faye Glenn Abdellah (1919–2017), US-amerikanische Pionierin der Pflegeforschung und Konteradmiralin
- Faye Adams (1923–2016), Bühnenname der US-amerikanischen R&B-Sängerin Fanny Tuell
- Faye Dunaway (* 1941), US-amerikanische Schauspielerin
- Faye Emerson (1917–1983), US-amerikanische Schauspielerin
- Faye Grant (* 1957), US-amerikanische Schauspielerin
- Faye Kellerman (* 1952), US-amerikanische Schriftstellerin
- Faye Marlowe (1926–2022), US-amerikanische Schauspielerin
- Faye Marsay (* 1986), britische Schauspielerin
- Faye Montana (* 2003), deutsche Schauspielerin und Webvideoproduzentin
- Faye Reagan (* 1988), US-amerikanische Pornodarstellerin
- Faye Resnick (* 1957), US-amerikanische Schauspielerin
- Faye Richmonde (≈1925–1959), US-amerikanische Pop- und Jazzsängerin
- Faye Schulman (1919–2021), kanadische Fotografin
- Faye Smythe (* 1985), neuseeländische Schauspielerin
- Faye Stratford (* 1991), US-amerikanische Skispringerin
- Faye White (* 1978), englische Fußballspielerin
- Faye Wong (* 1969), chinesische Sängerin und Schauspielerin